# Kian Emadi
Kian Emadi-Coffin (Stoke-on-Trent, 29 de julio de 1992) es un deportista británico que compite en ciclismo en las modalidades de ruta y pista.
Ganó tres medallas en el Campeonato Mundial de Ciclismo en Pista entre los años 2018 y 2021, y tres medallas en el Campeonato Europeo de Ciclismo en Pista entre los años 2016 y 2022.

## Medallero internacional
| Campeonato Mundial | Campeonato Mundial        | Campeonato Mundial | Campeonato Mundial      |
| Año                | Lugar                     | Medalla            | Competición             |
| ------------------ | ------------------------- | ------------------ | ----------------------- |
| 2018               | Apeldoorn ( Países Bajos) | Medalla de oro     | Persecución por equipos |
| 2019               | Pruszków ( Polonia)       | Medalla de plata   | Persecución por equipos |
| 2021               | Roubaix ( Francia)        | Medalla de bronce  | Persecución por equipos |
| Campeonato Europeo |                           |                    |                         |
| Año                | Lugar                     | Medalla            | Competición             |
| 2016               | Saint-Quentin ( Francia)  | Medalla de bronce  | Persecución por equipos |
| 2018               | Glasgow ( Reino Unido)    | Medalla de bronce  | Persecución por equipos |
| 2022               | Múnich ( Alemania)        | Medalla de bronce  | Persecución por equipos |

1. ↑  Compitió en la ronda de clasificación.